# Кристоф Андреас фон Шпаур
Кристоф Андреас фон Шпаур (на немски: Christoph Andreas von Spaur Bischof von Brixen; * 30 ноември 1543; † 10 януари 1613, Бриксен) е фрайхер на Шпаур (на италиански: de Sporo), епископ на Гурк в Каринтия (1574 – 1603) и княжески римокатолически епископ на Бриксен (1601 – 1613).

## Живот
Той е най-малкият син на хауптман фрайхер Улрих фон Шпаур-Флафон (* 1495; † 17 април 1549, Триент) и Катарина фон Мадрутц ди Мадруцо, ди Кватри Викариати († 16 ноември 1551/1575). Майка му е сестра на влиятелния Кристофоро Мадруцо (1512 – 1578), княжески кардинал-епископ на Тренто (Триент) и Бриксен. Той е далечен роднина на папа Пий IV († 1565) и на архиепископа на Залцбург Маркус Ситикус фон Хоенемс († 1619). По-големият му брат Йохан Томас фон Шпаур († 1591) е княжески епископ на Бриксен (1578 – 1591).
Кристоф Андреас става клерик. Чичо му Кристофоро Мадруцо го представя още младеж в папския двор в Рим. На 16 години, като племенник на кардинал-епископ Кристофоро Мадруцо, той става на 3 юли 1559 г. каноник в Бресаноне/Бриксен и домхер в Тренто/Триент. Той следва в Йезуитското висше училище в Льовен в Нидерландия. На 2 април 1570 г. той е ръкоположен за свещеник. На 13 февруари 1570 г. той е домдекан на 27 години и присъства на църковния събор в Залцбург. На 22 октомври 1574 г. той става епископ на Гурк. Той е почитан много от ерцхерцог Карл от Австрия, на 22 ноември той кръщава дъщеря му Мария Кристина Австрийска. На 6 август 1577 г. той става президент на Вътрешна Австрия, 1587 г. пътува често до Рим, за да помага на плановете на ерцхерцог Карл. На 7 февруари 1601 г. той става епископ на Бриксен. Той управлява отлично. Той строи започнатата епископска резиденция, построява капуцинския манастир и разширява катедралното училище. На 19 ноември 1607 г. той дарява „къща на свещениците“ и през 1604 г. въвежда нов градски ред, грижи се за висша църковна музика и въвежда неделното детско учение. Той помага на бедните и болните. Той издава ръкописи. Папа Климент VIII иска да го издигне на кардинал, но от скромност отказва.
Кристоф Андреас умира на 10 януари 1613 г. в Бриксен и е погребан в криптата на катедралата на Бриксен.